# Parafia św. Mikołaja w Kamieńcu Podolskim
Parafia św. Mikołaja w Kamieńcu Podolskim – parafia znajdująca się w diecezji kamienieckiej w dekanacie Kamieniec Podolski, na Ukrainie. Parafię prowadzą ojcowie paulini.
Księża z parafii św. Mikołaja w Kamieńcu Podolskim sprawują opiekę duszpasterską również w parafiach: Chrystusa Króla Wszechświata w Kołybajewce, Trójcy Przenajświętszej w Oryninie, Podwyższenia Krzyża Świętego w Zińkowcach i Niepokalanego Poczęcia Najświętszej Maryi Panny w Żwańcu.

## Historia
Parafia powstała w 1843, gdy władze carskie skasowały istniejący przy kościele św. Mikołaja klasztor dominikanów. W 1935 kościół został zamknięty przez komunistów. Zwrócony w 1998 i przekazany przez biskupa kamienieckiego paulinom.